# Vlasta Vostřebalová-Fischerová
Vlasta Vostřebalová-Fischerová (22. února 1898 Boskovice – 5. prosince 1963 Praha) byla moravská malířka a feministická intelektuálka, představitelka prvorepublikového sociálního umění.

## Život
Narodila se v roce 1898 v moravských Boskovicích do bohaté rodiny, její otec Karel Vostřebal byl farmaceut, matka Marie rozená Terklová.
Před první světovou válkou se rodina přestěhovala do Prahy, kde Vlasta vystudovala na Kreslířské a malířské škole pro dámy, tehdy pobočce Uměleckoprůmyslové školy (později VŠUP); v té době to byl jediný český ústav poskytující výtvarné vzdělání ženám. V roce 1919 nastoupila přes odpor svého otce jako jedna z prvních žen na Akademii výtvarného umění (do roku 1918 bylo studium umožněno pouze mužům) do ateliéru Vojtěcha Hynaise, s jeho konzervativnějšími názory se však nepohodla a studium dokončila u sochaře Jana Štursy v roce 1923, čímž se stala jednou z prvních akademických malířek v Československu. Po absolutoriu se vydala na několikaměsíční stipendijní pobyt do Paříže.
Na počátku 20. let se seznámila s literátem a překladatelem Otokarem Fischerem při jeho přednáškách na Filozofické fakultě UK. V roce 1923 s ním otěhotněla a po nátlaku (manželství považovala za instituci ukotvující nerovný vztah muže a ženy) se za něj měsíc po porodu syna Jana Otokara provdala. Manželství se však po dvou letech rozpadlo a Vostřebalová-Fischerová musela o svého syna s bývalým manželem těžce bojovat. Do roku 1930 pak žila a tvořila v ateliéru na pražské Letné v Malířské ulici, v těsném sousedství AVU, poté se přestěhovala do funkcionalistické vily v Motole, kterou si sama navrhla, včetně nábytku.
V roce 1925 vystavovala v Topičově salonu společně s Miladou Marešovou. Další dvě autorské výstavy měla v roce 1934 v Městské knihovně v Praze na Mariánském náměstí. Po roce 1938 se z obav o osud syna, který byl po otci částečně židovského původu, autorsky odmlčela, židovský původ syna se jí podařilo utajit.
V roce 1921 vstoupila do Komunistické strany Československa.

## Dílo
Její dílo je známé plastickým ztvárněním skutečnosti a smyslem pro barvu a světlo. Nikdy se nepřipojila k žádné soudobé umělecké skupině. V jejím díle se mísí sociální a wolkerovská proletářská tematika (spolu s Karlem Holanem také přispívala ve dvacátých letech do komunistického časopisu Kohoutek) s poetickými a groteskními náměty. Velkou pozornost věnovala i ženské tematice – soustředila se bez patosu na konkrétní ženy své doby, bez idealizace nebo sexualizace. Jejích několik krajinomaleb se stylem blíží Janu Zrzavému.
Její díla jsou uložena ve sbírkách Národní galerie i mnoha českých regionálních galerií.

### Vybraná díla
- Vašek Zikánů (1921–1922)
- Melancholie (1922)
- Stařec a dítě (1925)
- Lesní ženství (1925, kresebný cyklus)
- Letná roku 1922 (1926)
- Kateřinky, zlý sen (1926)
- Třešňovka nad zoo v Troji (asi 1932)
- Ve výčepu (1935)
- Ženy posedlé (1935, nedokončeno)